# Abraxas grossulariata
Pour les articles homonymes, voir Phalène.
Zérène du groseillier, Phalène mouchetée
Espèce
La Zérène du groseillier ou Phalène mouchetée, Abraxas grossulariata, est une espèce de lépidoptères (papillons) de la famille des Geometridae, de la sous-famille des Ennominae, du genre Abraxas et du sous-genre Abraxas (Abraxas).

## Description

### Imago

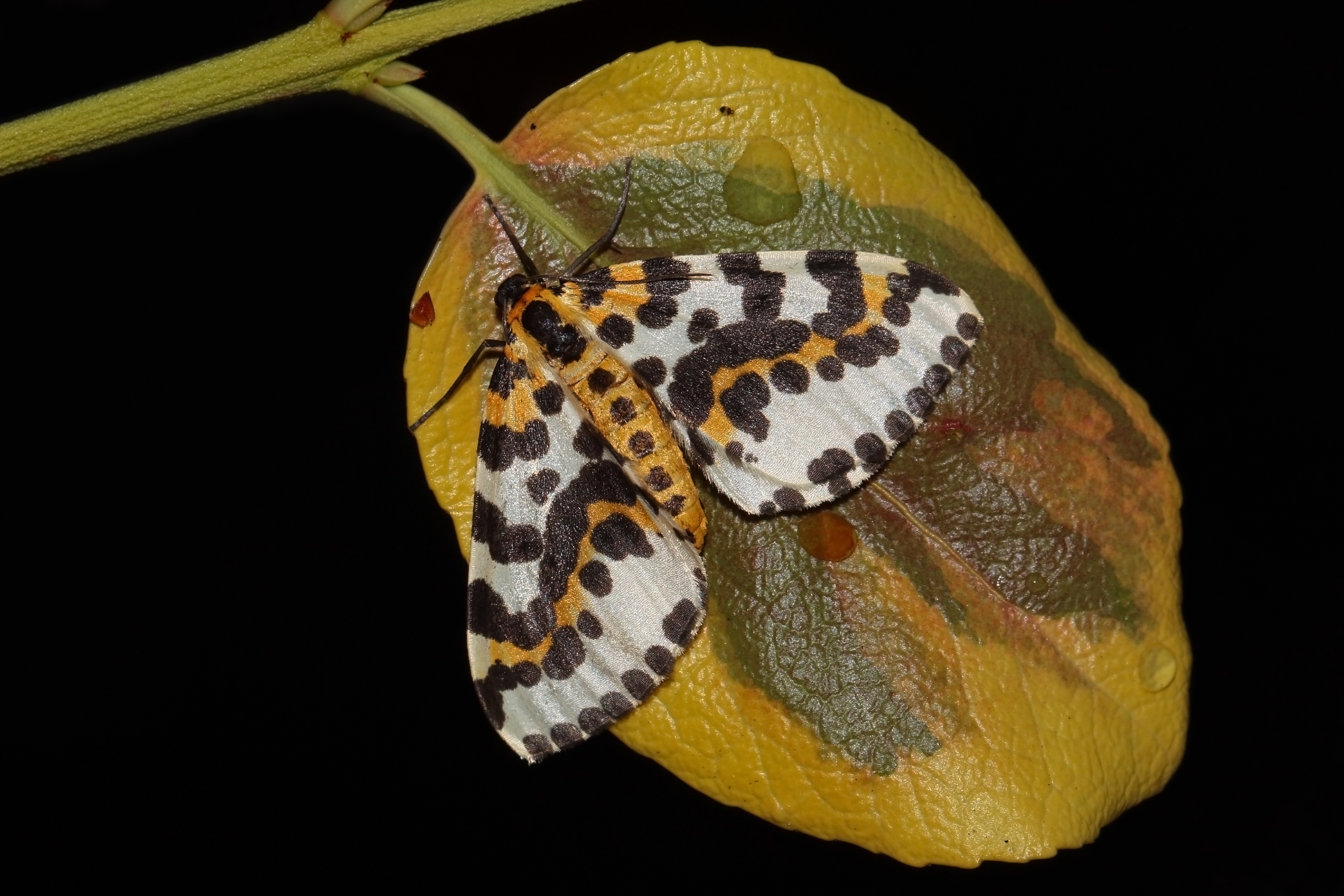
Abraxas grossulariata à Oxford, Angleterre.

Imago mâle : dessus des ailes antérieures blanc à taches noires avec 2 bandes jaune orangé. Dessus des ailes postérieures blanc à taches noires sans bandes. Le corps est jaune orangé, l'abdomen est ponctué de points noirs.
Imago femelle : semblable au mâle.
Envergure : 35-45 mm.

### Chenille

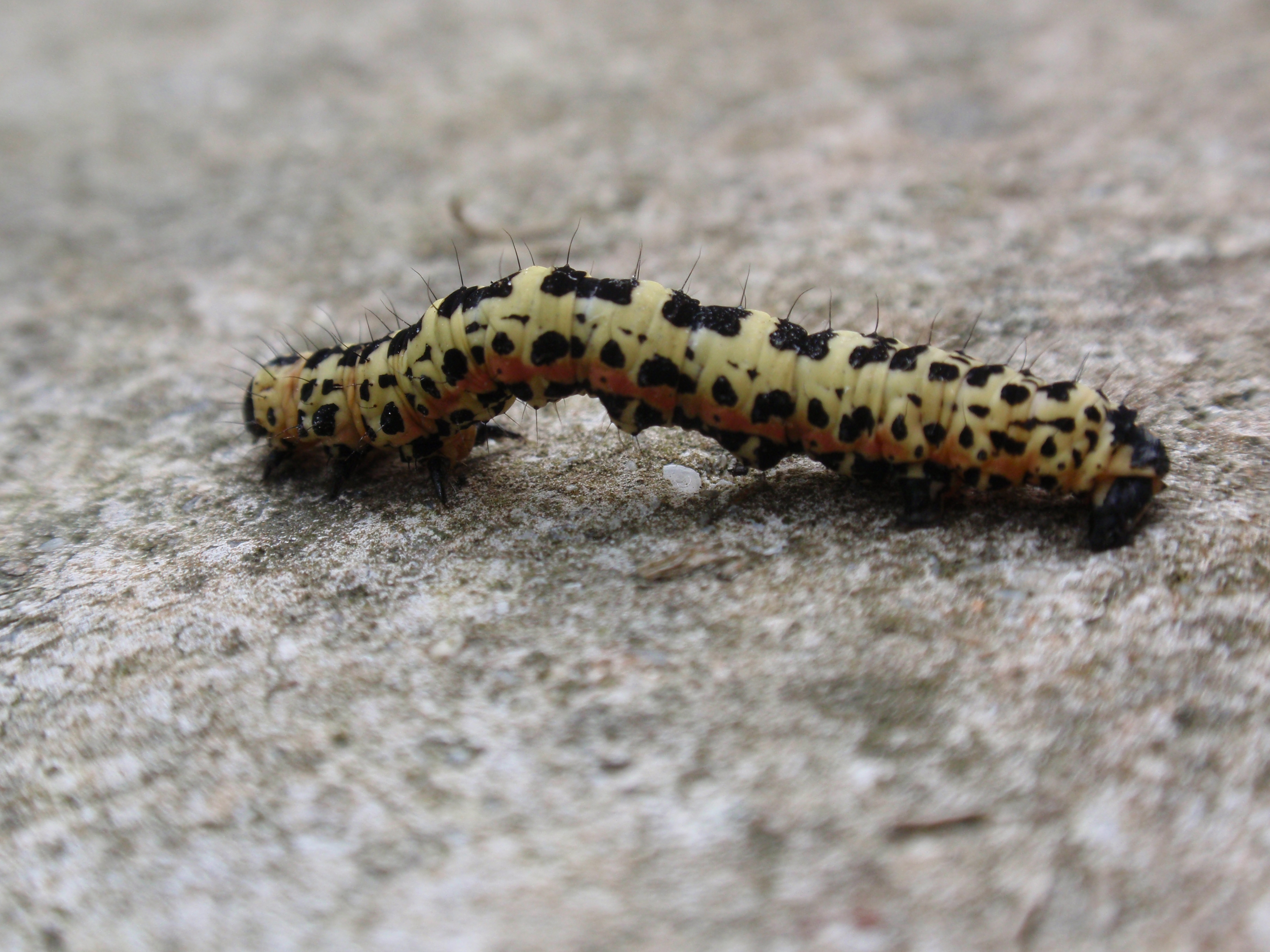
Chenille d'Abraxas grossulariata

Corps blanc jaunâtre ponctué de taches noires. Parfois quelques zones orangées sur le thorax. Tête noire. Chenille arpenteuse.
Longueur : 32 mm.
Habitat : jardins, prairies, haies et lisières de forêts.
Plantes hôtes : aubépines, groseilliers, prunellier, fusain.

## Répartition
C'est une espèce paléarctique, largement répandue en Europe, relativement commune en France.

## Biologie
Cette Phalène est univoltine. La femelle pond les œufs en groupe sous les feuilles, en été. Les jeunes chenilles passent l'hiver. La nymphose a lieu en mai dans un cocon lâche sur la plante hôte. L'imago vole en mai, il est actif pendant la journée, au crépuscule et en fin de nuit.

## Systématique
- Abraxas (Abraxas) grossulariata a été décrit par le naturaliste suédois Carl von Linné en 1758 sous le nom de Phalaena grossulariata[1]. C'est Leach en 1815 qui reclassera cette espèce dans le genre Abraxas.

### Synonymie
- Phalaena (Geometra) grossulariata Linnaeus, 1758 Protonyme

### Noms vernaculaires
- Zérène du groseillier
- Phalène mouchetée
- Phalène aqueuse

### Taxinomie
Il existe plusieurs sous-espèces :
- Abraxas (Abraxas) grossulariata grossulariata
- Abraxas (Abraxas) grossulariata conspurcata (Butler, 1878) (Japon)
- Abraxas (Abraxas) grossulariata ribesata (Staudinger, 1892)
- Abraxas (Abraxas) grossulariata minor (Herz, 1905)
- Abraxas (Abraxas) grossulariata karafutonis (Matsumura, 1925) (Sakhaline)
- Abraxas (Abraxas) grossulariata dsungarica (Wehrli, 1939)